# Anne-Marie Besse
Anne-Marie Besse is een Franse zangeres en actrice.

## Biografie
Besse bracht in 1974 haar eerste single uit. Drie jaar later werd ze door de Luxemburgse openbare omroep geselecteerd om Luxemburg te vertegenwoordigen op het Eurovisiesongfestival 1977. Met het nummer Frère Jacques eindigde ze op de zestiende plek. Daarna zou ze zich gaan toeleggen op haar acteerwerk.
1956: Michèle Arnaud + Michèle Arnaud · 
1957: Danièle Dupré · 
1958: Solange Berry · 
1960: Camillo Felgen · 
1961: Jean-Claude Pascal · 
1962: Camillo Felgen · 
1963: Nana Mouskouri · 
1964: Hugues Aufray · 
1965: France Gall · 
1966: Michèle Torr · 
1967: Vicky Leandros · 
1968: Chris Baldo & Sophie Garel · 
1969: Romuald · 
1970: David Alexandre Winter · 
1971: Monique Melsen · 
1972: Vicky Leandros · 
1973: Anne-Marie David · 
1974: Ireen Sheer · 
1975: Geraldine · 
1976: Jürgen Marcus · 
1977: Anne-Marie Besse · 
1978: Baccara · 
1979: Jeane Manson · 
1980: Sophie & Magaly · 
1981: Jean-Claude Pascal · 
1982: Svetlana · 
1983: Corinne Hermès · 
1984: Sophie Carle · 
1985: Margo, Franck, Diane, Ireen, Malcolm & Chris · 
1986: Sherisse Laurence · 
1987: Plastic Bertrand · 
1988: Lara Fabian · 
1989: Park Café · 
1990: Céline Carzo · 
1991: Sarah Bray · 
1992: Marion Welter & Kontinent · 
1993: Modern Times · 
2024: Tali · 
2025: Laura Thorn